# Paon (constellation)
Pavo
Pour les articles homonymes, voir Paon (homonymie) et PAV.
Le Paon est une constellation de l'hémisphère sud, peu lumineuse à l'exception d'une étoile de première magnitude. Il s'agit de l'une des constellations les plus méridionales de la voûte céleste et elle est quasiment invisible au nord de l'Équateur.

## Histoire

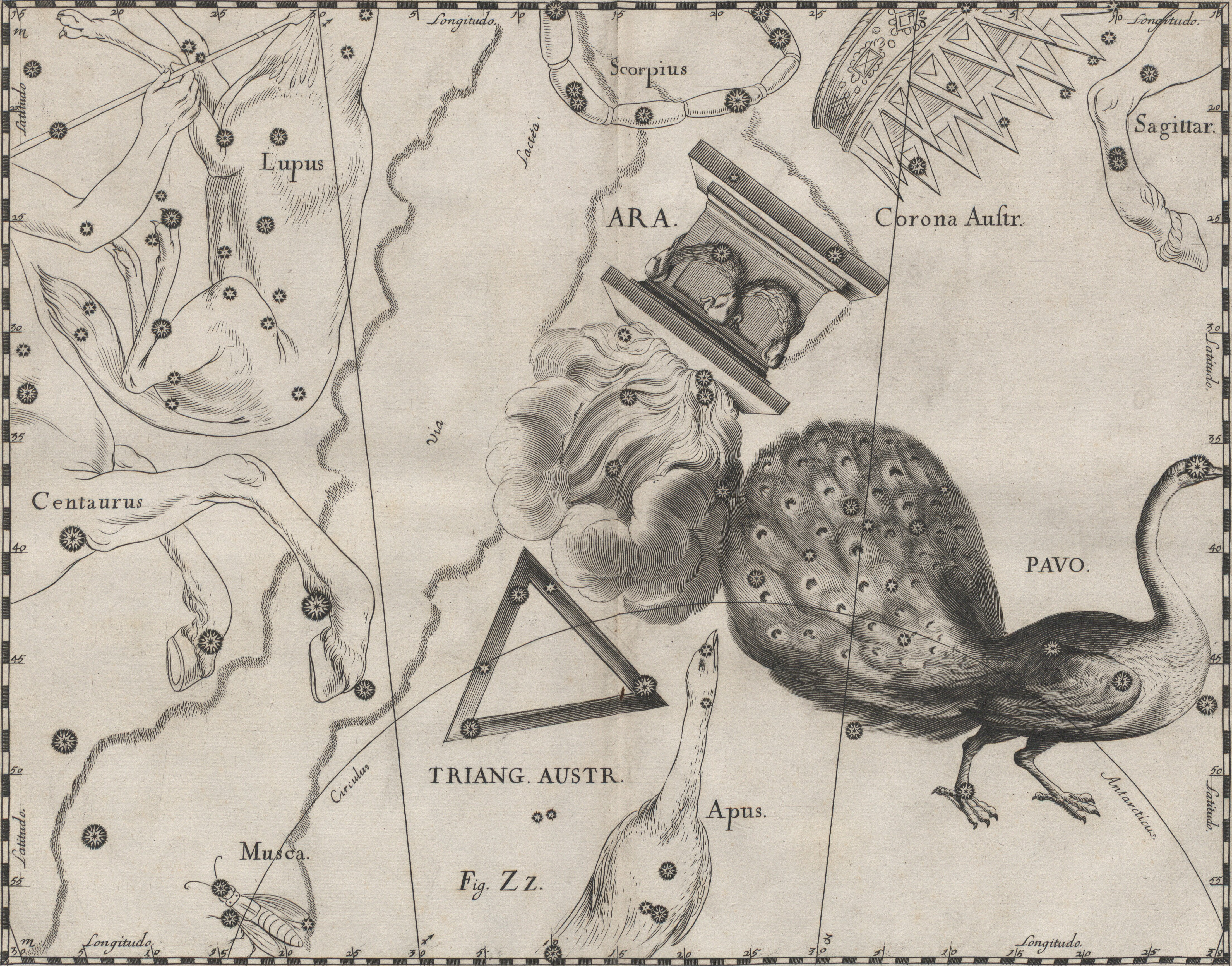
Le Paon dans l'Uranographia de Johannes Hevelius.

La constellation du Paon était trop au sud pour être connue par les astronomes antiques du pourtour méditerranéen. La première mention de cette constellation revient aux navigateurs néerlandais Pieter Dirkszoon Keyser et Frederick de Houtman à la fin du XVIe siècle. Comme une douzaine d'autres, elle fut popularisée par Johann Bayer dans son Uranometria en 1603.
L'inspiration pour le nom de la constellation proviendrait de l'animal consacré à Héra, la femme de Zeus dans la mythologie grecque.

## Étoiles principales

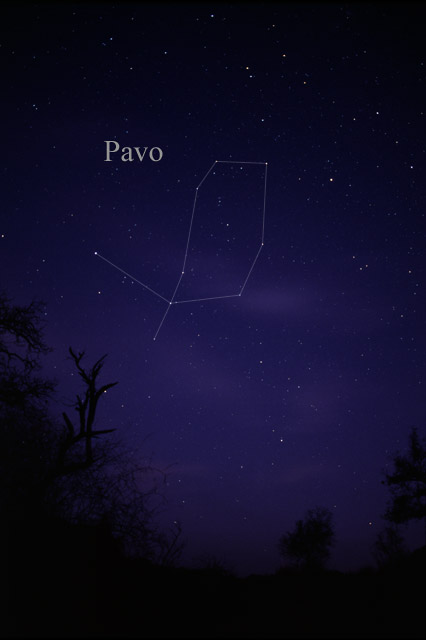
Constellation du Paon.

### Le Paon (αPavonis)
L'étoile la plus brillante de la constellation, α Pavonis est appelée justement Paon ou Étoile du Paon[réf. nécessaire] — peut-être plus connue sous son nom anglais de Peacock. C'est une sous-géante bleue, environ 5 fois plus massive que le Soleil et 4 fois plus large que celui-ci. Avec une magnitude apparente de 1,94, c'est la 46e étoile la plus brillante du ciel.
C'est également une étoile double : son compagnon, de magnitude 9,20, distant d'à peu près 0,21 ua — donc très proche de la principale —, orbite en seulement 11,8 jours.

### Autres étoiles
β Pavonis, la deuxième étoile de la constellation, n'a qu'une magnitude apparente de 3,42. Distante de 140 années-lumière, elle brille avec l'éclat d'une soixantaine de soleils.
κ Pavonis est une étoile variable à pulsations, de type W Virginis. Distante de 320 années-lumière, son éclat évolue en 9,07 jours entre les magnitudes 3,91 et 4,78.
HD 196050 possède une exoplanète.

## Objets célestes

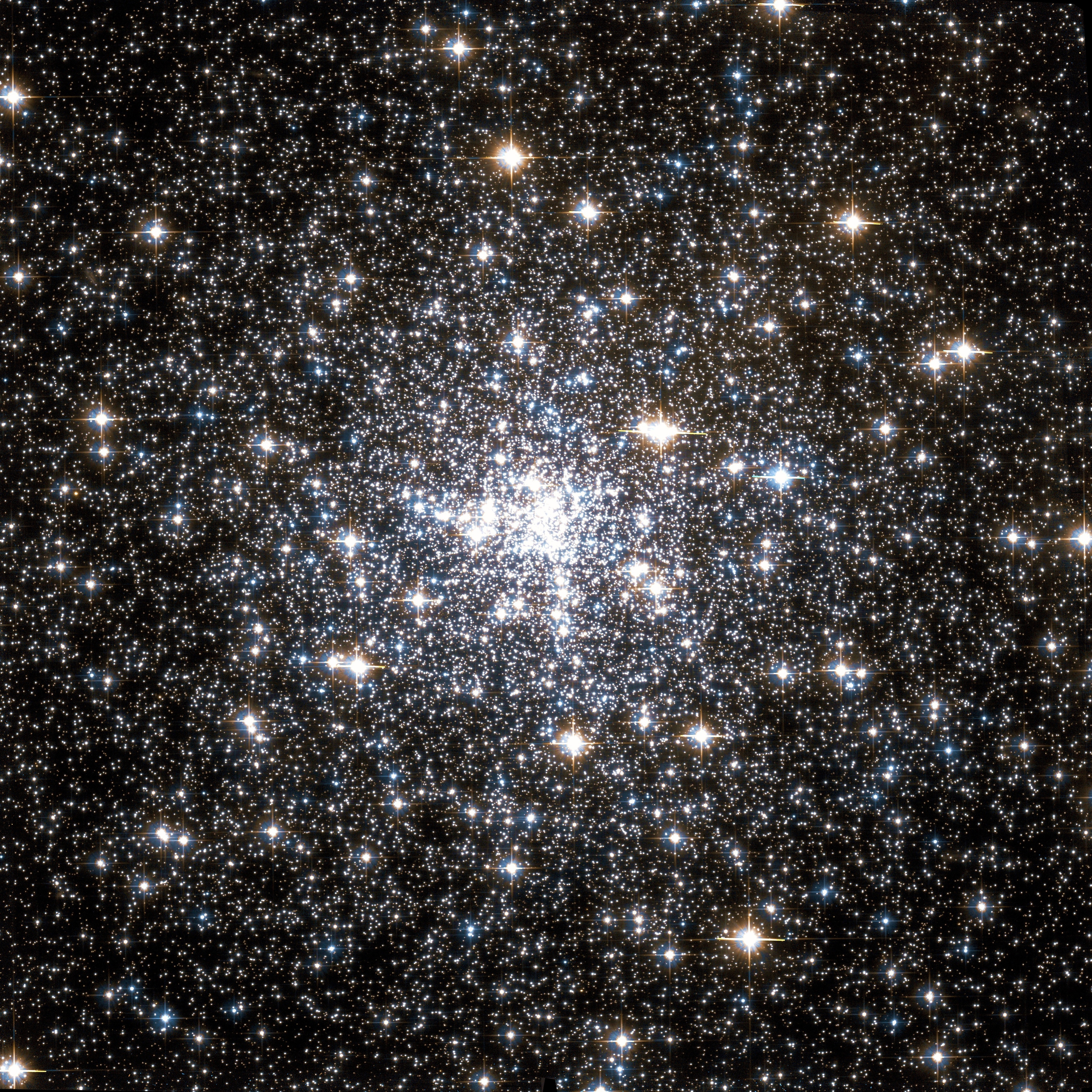
L'amas globulaire NGC 6752 par le télescope spatial Hubble

La constellation du Paon contient quelques objets célestes notables tel que l'amas globulaire NGC 6752, distant d'environ 13 000 années-lumière. Sa magnitude apparente est de 5,4, ce qui le rend visible à l'œil nu dans d'excellentes conditions. 
La constellation héberge également de nombreuses galaxies dont la galaxie spirale intermédiaire NGC 6744 (magnitude 8,5), distinguable dans un petit télescope. On y trouve également NGC 6872, l'une des plus grandes galaxies spirales connues, et le triplet de galaxies géantes en interaction gravitationnelle NGC 6769-70-71, surnommé le Masque du Diable. Notons aussi la galaxie lenticulaire NGC 6684 d'une magnitude apparente de 10,4.